# 謝列布良卡 (頓涅茨克州)
謝列布良卡（羅馬化：Serebrianka），或譯塞雷布良卡，是烏克蘭東部頓涅茨克州巴赫穆特區錫韋爾斯克市鎮的一個村莊。村莊位於顿涅茨克州與盧甘斯克州的邊界，T0513公路經過此處。

## 名字
在一些乌克兰语文献里该地的名字又为（羅馬化：Sriblianka），汉译名为“斯里布良卡”。